# 김성우 (1994년)
김성우(1994년 2월 9일 ~ )는 대한민국의 축구 선수로, 포지션은 미드필더이다.